# Рёнккёнен, Вейо
Ве́йо Рёнккёнен (фин. Veijo Rönkkönen; 25 февраля 1944, Париккала, Виипури — 23 марта 2010, Париккала, Южная Финляндия) — народный финский художник и скульптор, создавший в саду своего дома парк необычных скульптур patsaspuisto (по фински patsaspuisto означает парк скульптур), находящийся в коммуне Париккала — в селе Койтсанлахти, у границы с Россией.
В 2015 году, по версии американского журнала Conde Nast Traveler, парк попал в топ-двадцатку самых пугающих туристических мест.

Парк скульптур у дома художника

Стилистику этих скульптур некоторые относят к жанру «outsider art» (Ар брют). С 16 лет он работал на бумажной фабрике в Симпеле прессовщиком, а в свободное время создавал свой парк. В течение всей жизни он создал около 450 скульптур из бетона. Вейо вёл замкнутый образ жизни, и никогда не соглашался выставлять свои статуи в каких-либо музеях или на выставках. C 1974 года он стал использовать для статуй искусственные зубы. Так, в статуе «метатель копья» он использовал вставную челюсть своего отца, умершего в 1975-м.
В 2007 году художник был удостоен премии финского министерства культуры, однако не пришёл на церемонию награждения, поручив получить её фотографу Вели Гранё (Veli Granö). Увлекался йогой, философией, плаванием (проплывал ежедневно по 20 километров)
Ежегодно парк скульптур посещают десятки тысяч посетителей со всего мира. Вход платный, пожертвование от 2 до 5 евро.